# Vroege heren van Voeren
Als vroege heren van Voeren kunnen worden aangemerkt de eerste feodale heersers over het gebied dat nu bekendstaat als de Voerstreek. Zij verschijnen in de Frankische en Karolingische tijd. Er bestaat enige summiere kennis over de adellijke geslachten die voor 1200 in deze streek heersten.

## Graven van de Luikgouw
- Sigehard (Sigarhardi), graaf in de Ardennengouw (902-916) en Luikgouw (Luihgouw) (902-927), die in 890 de nieuwe burcht bouwde op de Voerberg tussen Voeren en Mheer, was een broer van Wigerik, graaf in de Ardennengouw 916-919 en Frederik, abt van de rijksabdijen van Gorze, en Saint-Vanne in Verdun.
- Sigehards zoon Eberhard was gehuwd met Judith van Metz en werd 927 graaf in de Luikgouw. Richards moeder Luitgard van Trier was een nicht van Eberhard graaf in de Ardennen- en Luikgouw, en omdat Eberhard geen mannelijke opvolger had werd Richard I van Metz aangewezen als zijn opvolger in de Luikgouw en Gozelo kreeg de Ardennengouw.
- Richard I van Metz (gouwgraaf in de Luikgouw, heer te Voeren en heer van Aspel, Cartils-Wittem 966) gehuwd met Ermentrudis van Hamaland[1]. De Burcht Aspel, tussen Emmerik en Wezel aan de Rijn, was tijdens de 10e eeuw residentie van de graven van Aspel en Heimbach. Gravin Ermintrudis (de moeder van Guda van Valkenburg en de schoonmoeder van Thibald van Voeren) is de dochter van Godizo van Aspel en Ermintrudis van Metz (Dochter van Everhard en Ermintrudis van Luxemburg. Zij liet de ouderlijke burcht na aan de aartsbisschop van Keulen. Irmgardis gravin van Aspel en Rees een dochter van Ermintrudis is wel geïdentificeerd als de heilige Irmgard van Zutphen. In een akte bij Lacomblet (996, gecorr. naar 17 jan 966)[2] waarbij graaf Immo een schenking doet aan het Mariaklooster te Aken, lezen we dat Fouron en Curcella (Cartils bij Wittem) onder Richarri's gebied vallen.

## Heren van Voeren
- Op 6 december 1016 schenkt keizer Hendrik III twee villa's (een te Vijlen en een te Cartils Wittem) aan het klooster te Burscheid, welke voorheen door  Liozone (Luizo) waren ingeruild aan keizer Otto III, ca. het jaar 1000. Zijn vader Richard was heer te Voeren en in het bezit van Cartils-Wittem. Naar alle waarschijnlijkheid was Luizone van Voeren ook heer te Voeren en burggraaf op het kasteel 'de Saele'. Zijn neef Bruno van Hengebach wordt vermeld als de nieuwe heer van Eys, Wittem-Cartils. Luizone is naar alle waarschijnlijkheid zonder nakomelingen gestorven omdat hij zijn goederen aan de keizer terug schonk, hij was mogelijk met een dochter van Sigebode I van Ripuarien (Are) Zoon van Amelung (Graaf in de Padergau en Voogd van de kerk van Paderborn) en Hildegund von Geseke de latere Abtissin waardoor de Luihgouw 1040 aan Thiebaut I (Graaf in de Ardennen, Castelijn te Baelen - Limburg 1033-1052, Lenna, Heer te Fouron 1041-1072) toe kwam. Theoderich I (Thiebaut I) was de Broer van Bruno van Hengebach die gehuwd was met Ermintrudis van Aspel, waardoor na Godizo zijn dood door Gerhardes Mosalensis zijn zwager de voogd van Ermintrudis en Irmingardis, Hengebach (Heimbach) naar Bruno en Ermintrudis ging. Volgens Guda haar testament de schenkster van Kasteel Wittem en Cartils, bezat haar vader Bruno deze voor haar en hebben deze aan Ermintrudis haar oom Luizo toebehoord waardoor deze in bezit van Bruno kwamen. Als de laatste Thibaut II overleden is gaat de Luihgouw samen met Dalhem aan zijn achterneef Theoderich van Are en blijft zodoende in de familie van Are..
- Bron;Codex traditionvm Corbeiensivm - Pagina 147-171-172

- Thibauts I zijn zoon Lambert I van Voeren (de Oude, heer van Voeren) is Richards opvolger te Voeren en zijn zoon Lambert II van Voeren (de Jonge, heer van Voeren) moet voor zijn vader zijn overleden omdat de Luihgouw naar Thibaut II de zoon van Arnold I van Fouron ging.

Ida van Voeren was de zus van Lambert II de Jonge van Voeren, en zij was gehuwd met Conon van Montaigu.
- Thibait II († vóór 11-08-1106) Was volgens zijn testament de zoon van Arnold I de broer van Lambert. Thibaut II was de broer van Arnold II en Steppo van Maffe Domprost van Luik. Bron; Dr Luise von Winterfeld. Oorkonde 1107-1116 uit het klooster St Jacob te Luik. Bron Ernst.

 Hij wordt in 1101 vermeld als Tiebaldus de Falkenberghe, eigenaar van de tienden te Bilstain. Hij schenkt op zijn sterfbed goederen te Colombier en Bilstain aan het Jacobusklooster te Luik. Lacomblet vermeldt hem als Theobald, graaf in de Luikgouw tussen 1041 - 1089.
- Na Lambert zien we dat Thibald van Voeren (Thibaut de Fouron) de nieuwe heer van Voeren wordt en hem daar opvolgt.[8] Hij huwt Guda van Valkenburg (*ca. 1041 - † 30-06-1125) edelvrouwe van Eys, Wittem - Cartils, Lemiers en Valkenburg. Zij was de nicht van Chadelo van Beieren (graaf in de Isengouw, heer van het goed Lemiers) en Irmingardis van Aspel (gravin van Aspel en Rees, vrouwe van Valkenburg, Epen, Wijlre, Montzen en Gemmenich) waardoor Guda de eerste helft van Valkenburg via haar moeder Ermintrudis heeft verkregen.
- Thibald II, de eerste heer van Valkenburg, had een broer, Arnulf (Arnoul) van Voeren, heer van Eys. In 1119 doet Guda van Valkenburg (de weduwe van Thibald) nog schenkingen (van o.a. Eyra (Eys) en Wittem) die naar Arnulf van Voeren gaan, terwijl zij voor het zielenheil van haar en haar echtgenoot het kasteel bij Wittem met goederen schenkt aan het klooster Saint-Jacques te Luik. Guda trad als recluse in in de abdij van Sint-Jacob in Luik, nadat zij Valkenburg (voor 1119) nagelaten had aan haar verwante stiefdochter Oda van Walbeck (volgens haar testament was zij zelf kinderloos). Zij overleed aldaar op 30-6-1125.[9]

- Na het overlijden van Thibaut II gaat de Luihgouw samen met Dalhem toe aan zijn achterneef Theoderich II van Are en blijft het in de familie Are. Zo zijn er nu ook sterke aanwijzingen dat Udo van Limburg een achterneef van Theoderich I van Fouron was.

- Eys en Wittem had Guda verkregen via vererving door haar moeder Ermintrudis van Aspel die met bruno van Hengebach was gehuwd, zij schonken samen de helft van Vlatten.

Thibaut II wordt vermeld als voogd van Colombier en Bilstain. Bilstain ligt dicht tegen  Baelen en Limbourg aan.
- Arnoul I van Julemont, Arnulf de Kruisvaarder, heer van Wijlre, was vermoedelijk een zoon van Arnulf II van Voeren 1e Heer van Elsloo.